# Placencia Pirates FC
Placencia Pirates Football Club – nieistniejący już belizeński klub piłkarski z siedzibą we wsi Placencia, w dystrykcie Stann Creek. Funkcjonował w latach 2003–2006. Domowe mecze rozgrywał na obiekcie Placencia Football Field.

## Osiągnięcia
- mistrzostwo Belize (1): 2004/2005 Opening
- puchar Belize (1): 2005

## Historia
Klub został założony w 2003 roku. W sezonie 2004/2005 wygrał rozgrywki Belize A League, a więc zastępczych rozgrywek uznawanych za oficjalne przez Belizeński Związek Piłki Nożnej (FFB) po tym, jak Belize Football Premier League (BFPL) wystąpiła ze struktur FFB. Choć oficjalnie uznawana przez FFB, A League stała na niższym poziomie sportowym i cieszyła się mniejszą popularnością niż BFPL. Jako mistrz A League, Placencia Pirates wziął udział w międzynarodowych rozgrywkach Copa Interclubes UNCAF (środkowoamerykańskich kwalifikacjach do Pucharu Mistrzów CONCACAF), gdzie w pierwszej rundzie został zdeklasowany przez kostarykański Alajuelense. Domowy mecz z Alajuelense zespół rozegrał wyjątkowo na Michael Ashcroft Stadium w położonej nieopodal wsi Independence.
Bezpośrednio po tym Placencia Pirates dołączył do rozgrywek Belize Football Premier League, po unormowaniu sytuacji organizacyjnej administrowanych już ponownie przez FFB. W 2005 roku wygrał puchar Belize o nazwie Premier Football League Marathon. W BFPL klub występował w latach 2005–2006, po czym wycofał się z ligi i zakończył swoją działalność.

### Rozgrywki międzynarodowe
| Sezon | Rozgrywki              | Runda | Klub        | Dom | Wyjazd | Ogólnie |
| ----- | ---------------------- | ----- | ----------- | --- | ------ | ------- |
| 2005  | Copa Interclubes UNCAF | 1R    | Alajuelense | 1–4 | 0–6    | 1–10    |

## Trenerzy
- Mervin Leslie (2005)[1]
- Ian Mork (2006)[6]